# Power usage effectiveness
Power Usage Effectiveness (PUE) è una misura di quanto efficiente sia un centro di calcolo, o data center, nell'usare l'energia elettrica che lo alimenta. Esso è un parametro che rende l'idea di quanta potenza elettrica sia dedicata all'alimentazioni degli apparati IT rispetto ai servizi ausiliari come il condizionamento o le perdite degli UPS.
Il PUE è il rapporto tra la potenza totale assorbita dal data center (PT) e quella  usata dai soli apparati IT (PIT)   ovvero:
{\displaystyle PUE={\frac {P_{T}}{P_{IT}}}}.
Il PUE è dunque l'inverso del Data center infrastructure efficiency (DCIE).
Un valore di PUE pari a 1 (misura ottimale) indica che tutta l'energia assorbita dall'impianto viene utilizzata per gli apparati IT. In base alle valutazioni del consorzio Green Grid (che ha definito il PUE) e dell'agenzia EPA, il valore medio attuale di PUE per i data center in tutto il mondo si aggira intorno a 1,8, ad indicare che in consumi energetici non-PIT (come il condizionamento degli ambienti, l'illuminazione, le perdite energetiche, ecc.) sono mediamente pari all'80% del valore PIT, ovverosia a circa il 45% della potenza complessivamente assorbita dal data center (PT). Il data center che presenta il valore di PUE più basso (1,08, consumi non-PIT pari a circa il 7,5% di PT) appartiene a Yahoo! ed è stato costruito nelle vicinanze delle Cascate del Niagara, dunque in condizioni climatiche particolarmente favorevoli, ma è comunque possibile costruire data center che presentino valori di PUE particolarmente bassi anche in ambienti meno idonei e con costi di realizzazione non superiori a quelli di data center con valori di PUE più alti, come dimostrerebbe il data center "Merlin", costruito da Capgemini a Swindon (tra Londra e Bristol) in una ex-cartiera, che presenta un valore di PUE pari a 1,1 (consumi non-PIT pari a circa il 9% di PT).
Secondo una ricerca del 2019, il PUE medio nel settore Data Center si attesta a 1,67, in leggero peggioramento rispetto al passato.